# Chappaqua
Chappaqua è un film sperimentale del 1966 scritto, diretto ed interpretato da Conrad Rooks.
Il film si avvale dei cameo di esponenti della Beat Generation ed altri personaggi celebri dell'epoca: lo scrittore William S. Burroughs, il guru Swami Satchidananda, i poeti Allen Ginsberg, Peter Orlovsky e Moondog e i musicisti Ravi Shankar e Ornette Coleman.
Nel 1966 l'opera ha vinto il Leone d'argento - Gran Premio della giuria alla 31ª Mostra internazionale d'arte cinematografica di Venezia.

## Trama
Il film segue la storia del tossicodipendente americano Russel Harwick, che si trasferisce a Parigi in una clinica e si fa seguire da uno specialista per cercare di disintossicarsi. Nel pieno delle cure, il paziente riesce a scappare e a procurarsi della droga, ma viene trovato e riportato in clinica per continuare la terapia. Alla fine viene dimesso sebbene le sue condizioni non siano minimamente migliorate.
Il nome del film deriva dal piccolo villaggio di Chappaqua, New York, Contea di Westchester, che vi è rappresentato in una serie di paesaggi invernali. Nel film, il villaggio è un simbolo abbastanza ovvio dell'innocenza infantile, libera dalle droghe, vissuta nella periferia della città. La campagna è anche uno dei diversi punti di giunzione tramite i quali la pellicola instaura un dialogo con la cultura nativo-americana. La parola "chappaqua" deriva da una parola algonchina per la "swamp laurel oak", una specie nordamericana di quercia.

## Stile del film
Tratto caratteristico del film sono le frequenti digressioni psichedeliche, che all'apparenza costituiscono un apparato abbastanza disomogeneo. Le continue visioni del protagonista (anche in momenti di apparente sobrietà) rendono infatti difficile la comprensione della storia, nonostante la semplicità della fabula. L'utilizzo della "cinepresa a spalla" ha l'effetto di rendere lo spettatore più partecipe alle  visioni ("trip") del protagonista. Un ruolo fondamentale nell'efficacia delle sequenze psichedeliche lo giocano la colonna sonora e il lavoro di postproduzione, in particolare in relazione al sapiente uso dei colori.
Sono presenti tutti gli elementi e le tematiche che fanno di questo film uno dei più famosi esempi di film psichedelici.

## Riconoscimenti
- 31ª Mostra internazionale d'arte cinematografica di Venezia
  - leone d'argento

## Curiosità
- Il celebre musicista jazz d'avanguardia Ornette Coleman compose la colonna sonora del film, tuttavia, la musica di Coleman non venne utilizzata nella versione della pellicola uscita al cinema. Secondo le note interne presenti nell'album Chappaqua Suite, Rooks decise di non utilizzare quanto registrato da Coleman perché trovava la sua musica così "meravigliosa" da temere che potesse mettere in secondo piano le immagini del film e la trama dello stesso. Quindi, la Columbia Records pubblicò il disco come doppio LP, ma con pochissima promozione e l'album vendette poco. Fu messo fuori catalogo nel 1966 e da allora è stato ristampato solo in rare occasioni.